# Alba di fuoco
Alba di fuoco è un romanzo di Clive Cussler, ventunesimo delle avventure di Dirk Pitt, pubblicato in Italia dalla Longanesi nel 2011.

## Trama
Nel 327 a. C. una galea romana con un carico eccezionale sfugge per un pelo a un attacco di pirati. Nel 1916 una nave inglese esplode misteriosamente nelle acque del Mare del Nord. Ai giorni nostri, alcune importati moschee in Turchia e in Egitto vengono fatte saltare in aria. C'è un filo logico che lega questi avvenimenti così lontani nel tempo e nello spazio? Solo Dirk Pitt e la sua squadra possono venire a capo del mistero, in un'avventura senza respiro che li porterà da Washington a Londra, ai pericolosissimi lidi del Vicino Oriente sulle tracce di un misterioso reperto che non deve a nessun costo finire nelle mani sbagliate.

## Edizioni
- Clive Cussler e Dirk Cussler, Alba di fuoco, traduzione di Sebastiano Pezzani, La Gaja scienza, Longanesi, 1º giugno 2011, ISBN 9788830430945.
- Clive Cussler e Dirk Cussler, Alba di fuoco, traduzione di Sebastiano Pezzani, Teadue, TEA, 2012, ISBN 9788850228591.
- Clive Cussler e Dirk Cussler, Alba di fuoco, traduzione di Sebastiano Pezzani, Tea più, TEA, 29 agosto 2019, ISBN 9788850254989.